# Enzenkirchen
Enzenkirchen is een gemeente in de Oostenrijkse deelstaat Opper-Oostenrijk, gelegen in het district Schärding. De gemeente heeft ongeveer 1800 inwoners.

## Geografie
Enzenkirchen heeft een oppervlakte van 23 km². De gemeente ligt in het noorden van de deelstaat Opper-Oostenrijk, in het uiterste noorden van Oostenrijk. In het noordoosten ligt de Duitse deelstaat Beieren.

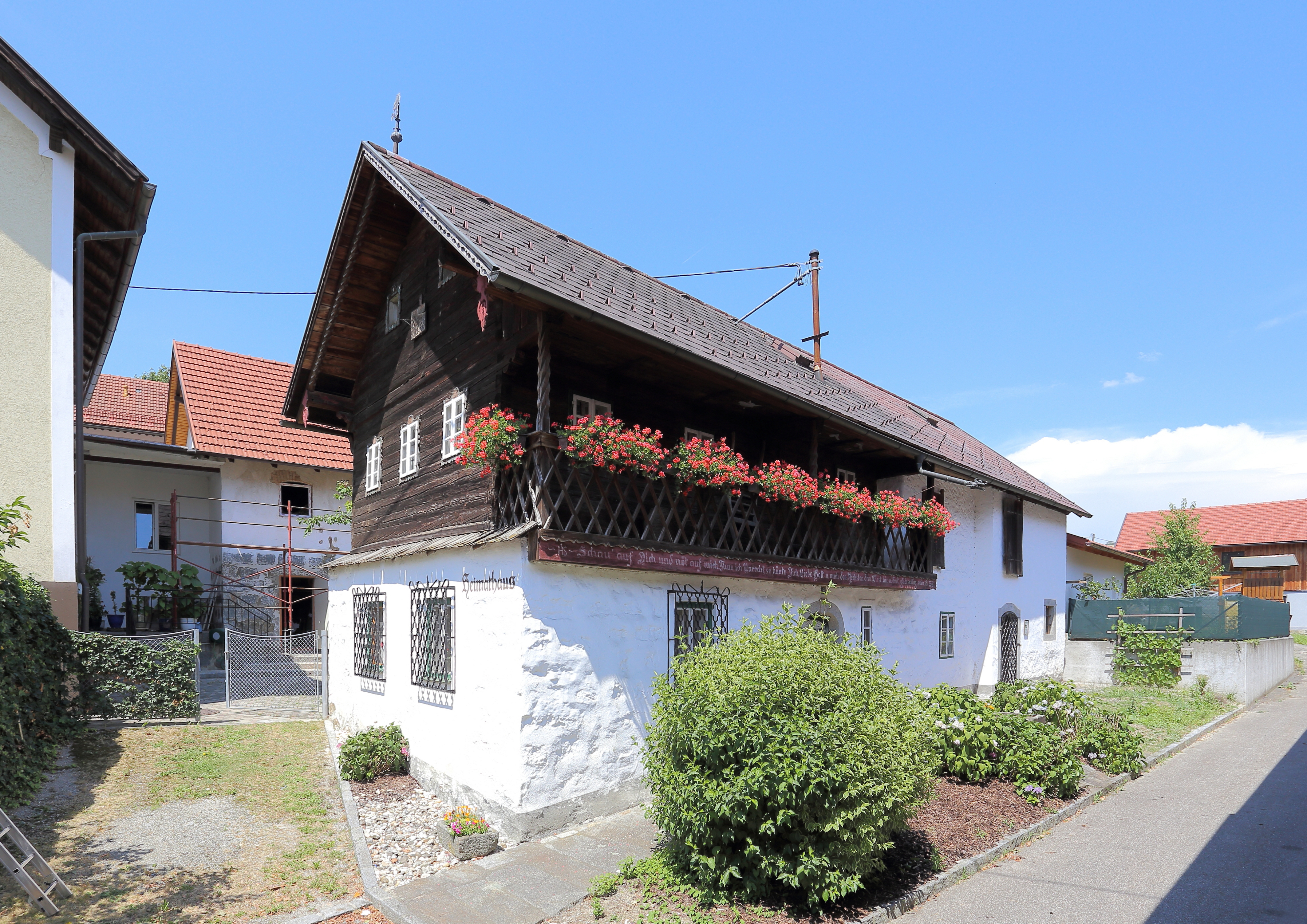
Museum

Altschwendt · Andorf · Brunnenthal · Diersbach · Dorf an der Pram · Eggerding · Engelhartszell · Enzenkirchen · Esternberg · Freinberg · Kopfing im Innkreis · Mayrhof · Münzkirchen · Raab · Rainbach im Innkreis · Riedau · Sankt Aegidi · Sankt Florian am Inn · Sankt Marienkirchen bei Schärding · Sankt Roman · Sankt Willibald · Schardenberg · Schärding · Sigharting · Suben · Taufkirchen an der Pram · Vichtenstein · Waldkirchen am Wesen · Wernstein am Inn · Zell an der Pram
- Gemeinsame Normdatei: 4527206-2
- Virtual International Authority File: 247826992